# Шойман, Герхард
Ге́рхард Шо́йман (нем. Gerhard Scheumann; 25 декабря 1930, Ортельсбург, Западная Пруссия, Германия, ныне Щитно, Польша — 30 мая 1998, Берлин, Германия) — немецкий кинорежиссёр и сценарист. Член Академии искусств ГДР (1969).

## Биография
С 1949 года работал в печати, затем на радио и телевидении. С 1965 года сотрудничал с Вальтером Хайновским в качестве сорежиссёра и соавтора сценариев.
Был женат на актрисе Ханнелоре Вюст (1927—2014).

## Избранная фильмография

### Режиссёр
- 1966 — Смеющийся человек: Признание убийцы / Der lachende Mann – Bekenntnisse eines Mörders
- 1967 —  / Geisterstunde
- 1967 — Дело Бернда К. / Der Fall Bernd K.
- 1968 — Пилоты в пижамах / Piloten im Pyjama
- 1969 — Президент в изгнании / Der Präsident im Exil
- 1971 — Прощай, Уиллис / Bye-Bye Wheelus
- 1974 — Война мумий / Der Krieg der Mumien
- 1974 —  / ¡Ciudadanos de mi patria! (Bürger meines Landes!)
- 1974 —  / Ich war, ich bin, ich werde sein
- 1975 —  / El Golpe Blanco
- 1975 — Наследие Майера / Meiers Nachlaß
- 1979 — Феникс / Phoenix
- 1980 — Кампучия — гибель и возрождение / Kampuchea – Sterben und Auferstehen
- 1986 — Генералы[1] / Die Generale
- 1989 — Товарищ Крюгер / Kamerad Krüger

## Сочинения
- Вальтер Хайновский, Герхард Шойман. Смеющийся человек. Показания убийцы. — М., «Молодая гвардия», 1967. — Артикул 528886
- Вальтер Хайновский, Герхард Шойман. Пилоты в пижамах. — М., «Молодая гвардия», 1969. — Артикул 572325
- Вальтер Хайновский, Герхард Шойман. «Смеющийся человек» и другие сценарии. — М., «Искусство», 1970.
- Вальтер Хайновский, Герхард Шойман. Президент в изгнании. — М., «Молодая гвардия», 1970.
- Вальтер Хайновский, Герхард Шойман. Дело Бердна К. — М., «Молодая гвардия», 1971.
- Вальтер Хайновский, Герхард Шойман, Петер Хельмих. Полёт в Чикабуко. — М., «Молодая гвардия», 1976.
- Вальтер Хайновский, Герхард Шойман, Петер Хельмих. Сценарии. — М., «Искусство», 1978.
- Вальтер Хайновский, Герхард Шойман. Журналистские расследования в Германии. Неистовый репортер. Метод включенного наблюдения Гюнтера Вальрафа.
- Вальтер Хайновский, Герхард Шойман. Кампучия — гибель и возрождение. «Иностранная литература», № 4, 1981.

## Награды
- 1966 — Национальная премия ГДР
- 1969 — Национальная премия ГДР
- 1974 — Национальная премия ГДР
- 1977 — главная премия X Московского международного кинофестиваля («Наследие Майера»)
- 1981 — Премия имени Генриха Грайфа